# 39854 Gabriopiola
39854 Gabriopiola è un asteroide della fascia principale. Scoperto nel 1998, presenta un'orbita caratterizzata da un semiasse maggiore pari a 2,3235477 UA e da un'eccentricità di 0,0432621, inclinata di 5,19780° rispetto all'eclittica.